# Cécile Pieper
Cécile Pieper (31 de agosto de 1994) é uma jogadora de hóquei sobre a grama alemã, medalhista olímpica.

## Carreira
Cécile Pieper integrou o elenco da Seleção Alemã Feminina de Hóquei Sobre Grama, nas Olimpíadas de 2016, conquistando a medalha de bronze.